# 어쩌다 마주친
어쩌다 마주친은 MBC NET에서 일요일 밤 8시에 방송중인 예능 프로그램이다.

## 진행자
- 전효성
- 이의진